# Liste der Kulturdenkmale in Stockelsdorf
In der Liste der Kulturdenkmale in Stockelsdorf sind alle Kulturdenkmale der schleswig-holsteinischen Gemeinde Stockelsdorf (Kreis Ostholstein) und ihrer Ortsteile aufgelistet (Stand: 10. März 2025).

## Legende
In den Spalten befinden sich folgende Informationen:
- Objekt-ID: die Nummer des Kulturdenkmales
- Lage: die Adresse des Kulturdenkmales und die geographischen Koordinaten. Kartenansicht, um Koordinaten zu setzen. In der Kartenansicht sind Kulturdenkmale ohne Koordinaten mit einem roten Marker dargestellt und können in der Karte gesetzt werden. Kulturdenkmale ohne Bild sind mit einem blauen Marker gekennzeichnet, Kulturdenkmale mit Bild mit einem grünen Marker.
- Offizielle Bezeichnung: Bezeichnung des Kulturdenkmales
- Beschreibung: die Beschreibung des Kulturdenkmales
- Bild: ein Bild des Kulturdenkmales

## Sachgesamtheiten
| Objekt-ID      | Lage                                     | Offizielle Bezeichnung | Beschreibung | Bild                             |
| -------------- | ---------------------------------------- | ---------------------- | --- | -------------------------------- |
| 40782 Wikidata | Dorfstraße (53° 57′ 1″ N, 10° 37′ 14″ O) | Kirche Curau           | Kirche Curau; mittelalterliche Kirchengründung, Kirchenneubau 1683, nach Brand 1827 beim Wiederaufbau erhöht, Sakristeianbau 1964, Pastorat wohl nach 1827, im 20. Jahrhundert verändert; anschauliches kirchliches Zentrum mit klassizistisch geprägten Backsteinbauten, Kirche mit Ausstattung, umliegendem Kirchhof mit Treppenweg, Granitböschungsmauern, Lindenreihe, Ehrenmalanlage und Pastorat - Begründung: geschichtlich, künstlerisch, städtebaulich, Kulturlandschaft prägend - Schutzumfang: Kirche mit Ausstattung, Kirchhof mit Granitböschungsmauern, Lindenreihe, Treppenweg zum Kirchhof, Ehrenmalanlage (An der Aue, Curauer Dorfstraße), Pastorat (Curauer Dorfstraße 6) | weitere Fotos \| Fotos hochladen |

## Bauliche Anlagen
| Objekt-ID     | Lage                                                 | Offizielle Bezeichnung       | Beschreibung | Bild                             |
| ------------- | ---------------------------------------------------- | ---------------------------- | --- | -------------------------------- |
| 1839          | Am Brink 16 (53° 55′ 30″ N, 10° 34′ 28″ O)           | Kate                         | Kate; 1685, Wohnteil wohl um 1800 umgebaut; Fachhallenhaus, Außenwände in Fachwerk mit Backsteinausfachungen, reetgedecktes Halbwalmdach mit Uhlenloch - Begründung: geschichtlich, städtebaulich, Kulturlandschaft prägend - Schutzumfang: gesamtes Objekt - Denkmaltyp: Bauliche Anlage | BW                               |
| 4418 Wikidata | Am Brink 22 (53° 55′ 33″ N, 10° 34′ 29″ O)           | Kate Klüver, Doerpskaat      | Alteintragung (Aktualisierung vorgesehen) - Begründung: Alteintragung (Aktualisierung vorgesehen) - Schutzumfang: Alteintragung (Aktualisierung vorgesehen) - Denkmaltyp: Bauliche Anlage | BW                               |
| 513 Wikidata  | Curauer Dorfstraße 30 (53° 56′ 53″ N, 10° 36′ 58″ O) | Wohn- und Wirtschaftsgebäude | Alteintragung (Aktualisierung vorgesehen) - Begründung: Alteintragung (Aktualisierung vorgesehen) - Schutzumfang: Alteintragung (Aktualisierung vorgesehen) - Denkmaltyp: Bauliche Anlage | BW                               |
| 3993 Wikidata | Curauer Dorfstraße (53° 57′ 1″ N, 10° 37′ 14″ O)     | Kirche mit Ausstattung       | Ab 1828 wurde die Kirche neu errichtet und konnte am 5. April 1829 geweiht werden. 1963 und 1969 bis 1972 wurde die Kirche renoviert – Fehler bei diesen Renovierungen sowie Teiles des verwendeten Baumaterials (unbeständige Dachziegel) machen 2006 den Neubau des Daches erforderlich. Alteintragung (Aktualisierung vorgesehen) - Begründung: geschichtlich, künstlerisch, städtebaulich - Schutzumfang: Alteintragung (Aktualisierung vorgesehen) - Denkmaltyp: Bauliche Anlage          | weitere Fotos \| Fotos hochladen |
| 7587          | Dorfstraße 1 (53° 53′ 52″ N, 10° 38′ 45″ O)          | Fachhallenhaus               | ehem. Wohn- und Wirtschaftsgebäude; wohl 1. Hälfte 19. Jh.; mächtiger Fachhallenbau mit Satteldach, Fassadengliederung in neugotischen Formen, gekuppelte Blendbögen am straßenseitigen Wohngiebel - Begründung: geschichtlich, städtebaulich - Schutzumfang: gesamtes Objekt - Denkmaltyp: Bauliche Anlage | BW                               |
| 2736 Wikidata | Dorfstraße 7 (53° 53′ 52″ N, 10° 38′ 37″ O)          | ehem. Herrenhaus             | Errichtet wurde das Herrenhaus 1761 von Georg Nicolaus Lübbers, der im selben Jahr das Gut Stockelsdorf erworben hatte und 1771 die Stockelsdorfer Fayencemanufaktur begründete, möglicherweise durch den Baumeister Johann Adam Soherr, wofür ein bereits bestehendes Herrenhaus abgerissen wurde. Alteintragung (Aktualisierung vorgesehen) - Begründung: geschichtlich, künstlerisch, städtebaulich - Schutzumfang: Alteintragung (Aktualisierung vorgesehen) - Denkmaltyp: Bauliche Anlage | weitere Fotos \| Fotos hochladen |
| 8445 Wikidata | Kirchweg (53° 53′ 18″ N, 10° 38′ 56″ O)              | Kirche mit Ausstattung       | Die Stockelsdorfer Kirche wurde in den Jahren 1902/03 nach den Plänen des Architekten Hugo Groothoff im neugotischen Stil erbaut und am 15. März 1903 geweiht. Alteintragung (Aktualisierung vorgesehen) - Begründung: geschichtlich, künstlerisch, städtebaulich - Schutzumfang: Alteintragung (Aktualisierung vorgesehen) - Denkmaltyp: Bauliche Anlage | weitere Fotos \| Fotos hochladen |
| 9049 Wikidata | Krumbecker Hof (53° 55′ 5″ N, 10° 34′ 18″ O)         | Fachhallenhaus               | Alteintragung (Aktualisierung vorgesehen) - Begründung: Alteintragung (Aktualisierung vorgesehen) - Schutzumfang: Alteintragung (Aktualisierung vorgesehen) - Denkmaltyp: Bauliche Anlage | BW                               |

## Gründenkmale
| Objekt-ID      | Lage                                             | Offizielle Bezeichnung | Beschreibung | Bild                             |
| -------------- | ------------------------------------------------ | ---------------------- | --- | -------------------------------- |
| 20875 Wikidata | Curauer Dorfstraße (53° 57′ 0″ N, 10° 37′ 13″ O) | Kirchhof               | Alteintragung (Aktualisierung vorgesehen) - Begründung: geschichtlich, städtebaulich, Kulturlandschaft prägend - Schutzumfang: Kirchhof, Granitböschungsmauern, Lindenreihe, Treppenweg zum Kirchhof - Denkmaltyp: Gründenkmal, Sachgesamtheit: Kirche Curau | BW                               |
| 20876          | Curauer Dorfstraße (53° 56′ 54″ N, 10° 37′ 5″ O) | Dorfanger              | Curauer Dorfanger; langgestreckter Grünzug in der Dorfmitte mit zentraler Lindenallee und Baumkranz; mit begleitender Pflasterstraße und im Südwesten gelegener Friedenseiche mit Gedenkstein - Begründung: geschichtlich, städtebaulich, Kulturlandschaft prägend - Schutzumfang: Dorfanger, Friedenseiche, Gedenkstein, Lindenallee, Baumkranz, Pflasterstraße - Denkmaltyp: Gründenkmal | BW                               |
| 10213 Wikidata | Morier Straße (53° 53′ 7″ N, 10° 38′ 57″ O)      | Jüdischer Friedhof     | Jüdischer Friedhof; 1799 erste Erwähnung, 1919 letzte Bestattung; eingezäunter ehem. aschkenasischer Friedhof mit 35 Grabsteinen - Begründung: geschichtlich - Schutzumfang: gesamtes Objekt - Denkmaltyp: Gründenkmal | weitere Fotos \| Fotos hochladen |

## Quelle
- Ostholstein.pdf Denkmalliste Ostholstein